# 2010 FIFAワールドカップ・アジア5次予選
本項では2010 FIFAワールドカップ・アジア予選におけるプレーオフ形式の5次予選について述べる。
このプレーオフではバーレーン代表とサウジアラビア代表がホーム・アンド・アウェー方式で対戦した。この第2試合においては、アディショナルタイムの間にサウジアラビアによる逆転・バーレーンによる再逆転があり、結果バーレーンが勝利して大陸間プレーオフ（オセアニア予選を勝ちあがったニュージーランド代表と対戦）に進出することとなった。この第2試合を、サウジアラビア側から見て「リヤドの悲劇」、もしくはバーレーン側から見て「リヤドの奇跡」・「リヤドの歓喜」と呼ぶこともある。

## 概要
2010 FIFAワールドカップにおけるアジアからの出場枠は4.5であった。アジア4次予選は5チームずつ2組に分かれての総当たり戦で行われ、各組上位2チームが直接本大会出場権を獲得し、大陸間プレーオフに進出するチームは各組3位チームによるプレーオフ（ホーム・アンド・アウェー方式）で決められるものとされていた。結果、グループA・3位のバーレーンとグループB・3位のサウジアラビアが対戦することとなった。
| チーム         | 勝点 | 試合 | 勝利 | 引分 | 敗戦 | 得点 | 失点 | 点差 |
| -------------- | ---- | ---- | ---- | ---- | ---- | ---- | ---- | ---- |
| オーストラリア | 20   | 8    | 6    | 2    | 0    | 12   | 1    | +11  |
| 日本           | 15   | 8    | 4    | 3    | 1    | 11   | 6    | +5   |
| バーレーン     | 10   | 8    | 3    | 1    | 4    | 6    | 8    | -2   |
| カタール       | 6    | 8    | 1    | 3    | 4    | 5    | 14   | -9   |
| ウズベキスタン | 4    | 8    | 1    | 1    | 6    | 5    | 10   | -5   |

| チーム                 | 勝点 | 試合 | 勝利 | 引分 | 敗戦 | 得点 | 失点 | 点差 |
| ---------------------- | ---- | ---- | ---- | ---- | ---- | ---- | ---- | ---- |
| 韓国                   | 16   | 8    | 4    | 4    | 0    | 12   | 4    | +8   |
| 朝鮮民主主義人民共和国 | 12   | 8    | 3    | 3    | 2    | 7    | 5    | +2   |
| サウジアラビア         | 12   | 8    | 3    | 3    | 2    | 8    | 8    | 0    |
| イラン                 | 11   | 8    | 2    | 5    | 1    | 8    | 7    | +1   |
| アラブ首長国連邦       | 1    | 8    | 0    | 1    | 7    | 6    | 17   | -11  |

## 試合の経過

### 第1試合
第1試合はバーレーンのバーレーン・ナショナル・スタジアムで開催された。敵地に乗り込んだサウジアラビアは、ゴールキーパー・ワリード・アブドゥッラーの活躍もあってバーレーンに得点を与えなかった。一方、サウジアラビアも得点することができず、0-0の引き分けに終わった。
| 2009年9月5日 22:00 UTC+3 |

| バーレーン | 0 - 0    | サウジアラビア |
|            | レポート |                |

| バーレーン・ナショナル・スタジアム（ リファー） 観客数: 16,000人 主審: 西村雄一 |

試合終了後、バーレーン代表の監督・ミラン・マチャラは、「選手はいい試合をした。この結果が良かったのかどうかは分からない。ただ、チャンスが多数あったけれども無駄にした。運が悪かった。」と語っている。

### 第2試合
第2試合はサウジアラビアのキング・ファハド国際スタジアムで開催された。前半12分にサウジアラビアがナシル・アルシャムラニのゴールで先制するも、前半40分にバーレーンがジェイシー・ジョンのゴールで追いつく。この段階で、2試合の合計得点では1 - 1で並んでいたものの、アウェーゴール数によりバーレーンが優位に立っていた。
しかし後半アディッショナルタイム1分、サウジアラビアのヤセル・アル＝カフタニのクロスをハマド・アル＝モンタシャリがヘディングで合わせ勝ち越し。これで2試合合計2 - 1となり、サウジアラビアが逆転勝利を掴んだかに見えた。ところが更に後半アディッショナルタイム3分、バーレーンのサルマーン・イーサのコーナーキックをイスマイール・アブドゥラティフがヘディングで合わせ、再度同点に。このゴールでバーレーンが再逆転し、大陸間プレーオフへの切符を掴んだ。
| 2009年9月9日 22:15 UTC+3 |

| サウジアラビア                                                  | 2 - 2    | バーレーン                                                      |
| ナシル・アルシャムラニ 12分 · ハマド・アル＝モンタシャリ 90+1分 | レポート | ジェイシー・ジョン 40分 · イスマイール・アブドゥラティフ 90+3分 |

| キング・ファハド国際スタジアム（ リヤド） 観客数: 50,000人 主審: ラフシャン・イルマトフ |

試合終了後、バーレーン代表の監督・ミラン・マチャラは、「最初の同点ゴールによって、選手がよい精神状態で戦えた」と語っている。またサウジアラビア代表の監督・ジョセ・ペセイロ（英語）は、「前半に得点のチャンスが多くあったものの生かせなかった」と語っている。

## その後
前回（2006年）大会予選に続き、2大会連続でホームアンドアウェーの2試合だけによる大陸間プレーオフ出場チーム決定戦をアウェーゴール差で勝ち抜けたバーレーンは、ニュージーランドとの大陸間プレーオフに進出。しかしバーレーンでの初戦を0 - 0で引き分けたのち、ニュージーランドでの第2戦を0 - 1で落とし、前回大会と同じく、大陸間プレーオフまで進むものの突破を果たせなかった。